# آلبانی (کنتاکی)
آلبانی (به انگلیسی: Albany) شهری در ایالت کنتاکی کشور ایالات متحده آمریکا است که جمعیت آن در سرشماری سال ۲۰۱۰ میلادی، ۲٬۰۳۳ نفر بوده‌است.